# Бердянская городская община
Бердянская городская общи́на (укр. Бердянська міська громада) — территориальная община в Бердянском районе Запорожской области Украины.
Административный центр  — город Бердянск.
Площадь общины — 253,45 км², население — 115 414 жителей (2020).
Образована 28 ноября 2018 путем присоединения Азовского сельского совета Бердянского района и Нововасилевского сельского совета Бердянского горсовета к Бердянскому городскому совету областного значения.
В соответствии с Законом Украины «О внесении изменений в Закон Украины „О добровольном объединении территориальных общин“ относительно добровольного присоединения территориальных общин сел, поселков к территориальным общинам городов республиканского Автономной Республики Крым, областного значения» общины, образованные в результате присоединения смежных общин к городам областного значения, признаваемые состоятельными и не требующие проведения выборов.

## Населённые пункты
- Бердянск
- Роза
- Азовское
- Нововасилевка
- Шёлковое